# Explorer 55
Explorer 55 ou AE-E (Atmosphere Explorer-E) est un  satellite scientifique placé en orbite en 1975. AE-D est développé par le Centre de vol spatial Goddard (établissement de la NASA) dans le cadre de son programme scientifique Explorer, réunissant des missions scientifiques de faible coût. La mission avait pour objectif de poursuivre les investigations menées par Explorer 51 (AE-C) en recueillant des données sur la structure et les mécanismes de transfert d'énergie  par le rayonnement ultraviolet du Soleil se produisant dans la thermosphère terrestre. Cette mission devait collecter des données aux latitudes équatoriales tandis que la mission Explorer 54 (AE-D) lancée en même temps devait recueillir des données aux latitudes polaires.
La charge utile, presque similaire à celle d'Explorer 51 et 54, est constituée 12 instruments scientifiques permettant de mesurer le rayonnement solaire ultraviolet, la température, la composition et la densité des ions positifs, des particules neutres et des électrons  la lumière du ciel nocturne, le spectre énergétique des photoélectrons, des protons et des électrons dont l'énergie est inférieure à 25 keV ainsi que l'intensité du champ magnétique terrestre. A l'époque de son lancement le trou dans la couche d'ozone a été découvert et la NASA utilisera les instruments du satellite pour identifier l'origine de ce trou.
Placé sur une orbite quasi équatoriale (inclinaison orbitale de 19,7°) fortement elliptique (2 983 km x 250 km) le satellite devait comme son prédécesseur abaisser périodiquement son périgée. Le satellite fonctionnera de manière satisfaisant  jusqu'à sa rentrée dans l'atmosphère en juin 1981.

## Caractéristiques techniques

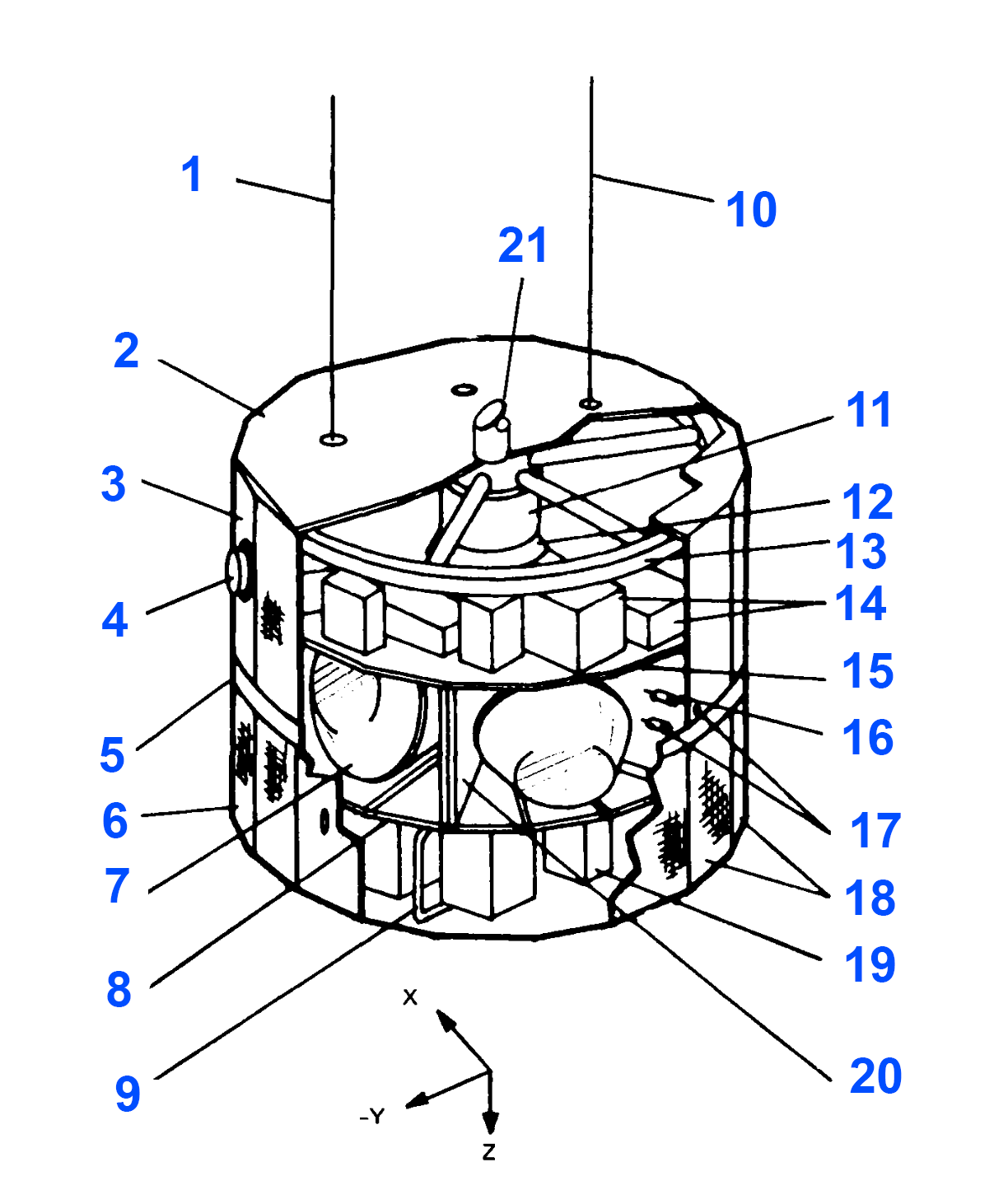
Vue en coupe. Légende : 1 Sonde CEP - 2 Plateau supérieur - 3 Coiffe supérieure - 4 Sonde d'un instrument - 5 Antenne ceinture - 6 Coiffe inférieure - 7 Réservoirs d'ergols (x6) - 8 Plateau intermédiaire inférieur - 9 Amortisseur de nutation - 10 Antenne VHF - 11 Moteur du volant d'inertie - 12 Colonne centrale - 13 Volant d'inertie - 14 Expériences et équipements - 15 Plateau intermédiaire supérieur - 16 Propulseur utilisé pour les modifications de lacet - 17 Propulseurs principaux (changement d'orbite) - 18 Panneaux latéraux - 19 Expériences et équipements - 20 Cloison - 21 Miroir.

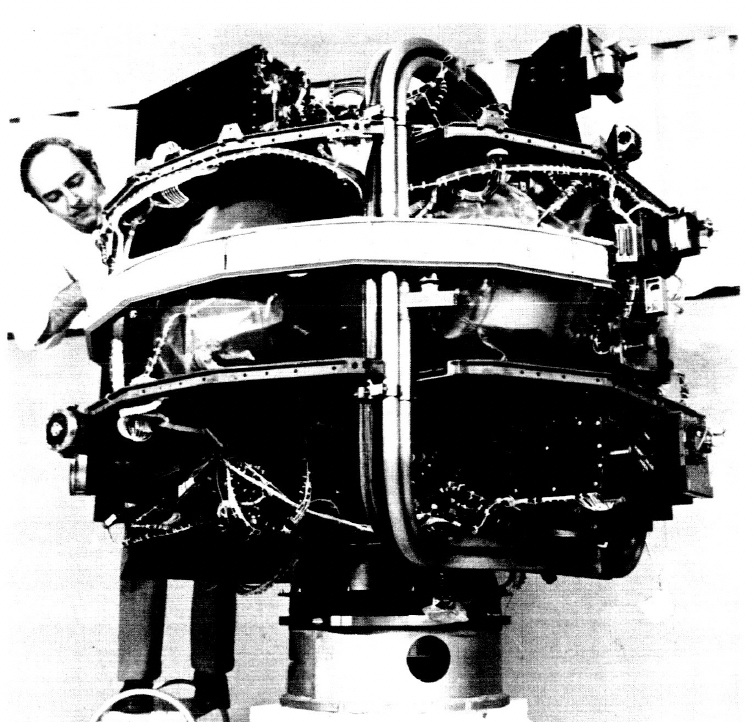
Structure interne du satellite Explorer 55.

AE-E a la forme d'un prisme droit à 16 facettes dont le diamètre mesure 135 cm, la hauteur  115 cm et la masse  735 kg. L'énergie est fournie par  10 000 cellules solaires réparties sur la surface du prisme qui produisent 160 Watts et alimentent trois batteries Nickel-Cadmium d'une capacité unitaire de 6 A-h. 100 Watts sont disponibles pour les instruments durant 30% du temps. Le satellite est stabilité par rotation à une vitesse qui peut être comprise entre 0,5 à 8 tours par minute avec 32 pas de vitesse utilisables. La vitesse inférieure permet d'augmenter la résolution des mesures effectuées par certains instruments. L'axe du prisme est maintenu perpendiculaire au plan orbital ce qui signifie que les faces verticales du prisme font tour à tour face à la Terre et à l'espace. Des capteurs d'horizon de Terre et de Soleil sont utilisés pour déterminer l'orientation du satellite. Le contrôle de la vitesse de rotation et de la direction de l'axe de rotation sont obtenus à l'aide d'un volant d'inertie à vitesse variable et des magnéto-coupleurs. La précision de pointage (axe de rotation) est de l'ordre de 2° et la vitesse de rotation est maintenue dans une fourchette de 5%. Durant les plongées dans l'atmosphère dense la stabilité du satellite est obtenue passivement par une répartition des masses qui permet de faire coïncider le centre de masse avec le centre de poussée de la trainée. La vitesse de rotation peut être également annulée notamment pour effectuer des manœuvres de changement d'orbite. Celles-ci sont réalisées à l'aide du système de propulsion qui comprend deux moteurs-fusées à ergols liquides d'une poussée unitaire de 1,8 kilogrammes brulant de l'hydrazine (ergol hypergolique). Les 168 kilogrammes d'ergols, stockés dans six réservoirs et mis sous pression par de l'azote, permettent un changement de vitesse sur l'ensemble de la mission de 610 m/s. Un troisième moteur-fusée est utilisé pour effectuer des corrections du mouvement de lacet. La température à l'intérieur du satellite est maintenue entre 10 et 35°C à l'aide de persiennes mobiles situées à la base du prime, de puits de chaleur, de résistances chauffantes (pour le système de propulsion) et de couches d'isolant thermique. Les données recueillies sont transmises en bande S via une antenne omnidirectionnelle, soit directement avec un débit de 16 kilobits par seconde, soit en différé (à partir d'un enregistreur à bande) avec un débit de 131 kilobits par seconde. Pour contrôler les opérations, les opérateurs au sol disposent de 496 commandes permettant de mettre en marche chaque instrument avec un délai programmé allant jusqu'à 76 heures, de contrôler l'enregistrement sur bande et de modifier les paramètres d'attitude (orientation, vitesse de rotation). Le satellite est conçu pour une durée de vie de 12 mois,,.